# Hopfgarten in Defereggen
Hopfgarten in Defereggen é um município da Áustria, situado no distrito de Lienz, no estado do Tirol. Tem 73,12 km² de área e sua população em 2019 foi estimada em 696 habitantes.